# Ludvika FK
Ludvika FK är en fotbollsklubb från Ludvika i Dalarna, Sverige. Hemmaplanen är Hillängen där bland annat Liverpool och Ipswich Town har spelat. Klubben bildades 1975 genom sammanslagning av ex-allsvenska Ludvika FFI och IFK Ludvika.

## Ludvika FK profiler
- Niclas Rasck (moderklubb)
- Roger Sundin
- Mattias Östberg (1996-1998)